# Clarington (Ohio)
Clarington es una villa ubicada en el condado de Monroe en el estado estadounidense de Ohio. En el Censo de 2010 tenía una población de 384 habitantes y una densidad poblacional de 119,76 personas por km².

## Geografía
Clarington se encuentra ubicada en las coordenadas 39°46′34″N 80°52′6″O / 39.77611, -80.86833. Según la Oficina del Censo de los Estados Unidos, Clarington tiene una superficie total de 3.21 km², de la cual 2.95 km² corresponden a tierra firme y (8%) 0.26 km² es agua.

## Demografía
Según el censo de 2010, había 384 personas residiendo en Clarington. La densidad de población era de 119,76 hab./km². De los 384 habitantes, Clarington estaba compuesto por el 96.88% blancos, el 1.04% eran afroamericanos, el 0% eran amerindios, el 0% eran asiáticos, el 0% eran isleños del Pacífico, el 0% eran de otras razas y el 2.08% pertenecían a dos o más razas. Del total de la población el 0.26% eran hispanos o latinos de cualquier raza.